# Avanzi (programma televisivo)
Avanzi è stato un programma televisivo di genere comico e satirico trasmesso su Rai 3 in tre edizioni, la prima dal 25 febbraio al 13 maggio 1991 (12 puntate), la seconda dal 28 ottobre 1991 al 16 marzo 1992 (21 puntate), infine la terza dal 20 novembre 1992 al 12 marzo 1993 (16 puntate).

## Storia e formula
Creato da Valentina Amurri, Linda Brunetta e Serena Dandini (che ne fu anche la conduttrice), Avanzi, in onda in seconda serata per le prime due edizioni e poi proposto in prima serata, nella sua prima edizione si propose come una trasmissione nella quale potevano trovare spazio gli scarti e gli scartati della televisione italiana (sia quella pubblica che quella commerciale): personaggi TV rimasti senza ingaggio, pubblicità rifiutate dalla committenza, servizi giornalistici censurati e dunque mai messi in onda, programmi di TV locali (immaginarie) rimaste senza frequenze a seguito della Legge Mammì (tra cui l'emiliana Tele Bicocca International, Cinico TV di Palermo e Tele Santa Lucia di Napoli). A seguito del successo ottenuto, a partire dalla seconda edizione, Avanzi si spostò progressivamente dalla satira sulla TV a quella politica e di costume.
Allo show partecipò lo stesso gruppo di comici dei due precedenti programmi della Dandini (La TV delle ragazze e Scusate l'interruzione) e, oltre a comici rodati come Marco Messeri, molti furono anche i nuovi comici: il cast comprendeva tra gli altri Massimo Rinaldi (che interpretava il giornalista Pierfico Del Monte), Francesca Reggiani, Sabina Guzzanti, Corrado Guzzanti (uno dei perni dello show poi protagonista, con il personaggio di Lorenzo, dell'appendice del programma Maddecheaò), Cinzia Leone, Pier Francesco Loche, Antonello Fassari, Angela Finocchiaro, Stefano Masciarelli, Giangiacomo Colli, i Broncoviz (Marcello Cesena, Maurizio Crozza, Carla Signoris, Ugo Dighero e Mauro Pirovano), Tosca D'Aquino, Iaia Forte e Beatrice Fazi. Inoltre, proprio ad Avanzi fece la sua prima apparizione televisiva Luciana Littizzetto.
Visto il successo delle prime due edizioni, il direttore di Rai 3 Angelo Guglielmi promosse la terza edizione in prima serata alle 21:30, nonostante i protagonisti del programma preferissero lo spazio della seconda serata. Per questo Corrado Guzzanti alias Rokko Smithersons dava appuntamento alla puntata successiva dicendo «Stesso orario stesso errore».
Dopo la stagione finale, il programma riaprì i battenti con un format più o meno simile ma con il titolo di Tunnel, sempre in prima serata.

## Tormentoni
Tra i celebri tormentoni del programma, il Minoli rap, il Vittorio Sgarbi ed i personaggi di Lorenzo e Rokko Smitherson di Corrado Guzzanti; Beppe Mancuso, l'operaio della Fiat con la erre moscia come Gianni Agnelli e l'urlo Rizzi-Rizzi-Gol di Stefano Masciarelli (dedicato al calciatore della Roma Ruggiero Rizzitelli); le parodie degli spot pubblicitari dell'epoca (inframezzati dai reali bumper della Rai di allora) ad opera prima di Angela Finocchiaro, che aveva già ricoperto tale ruolo ne La TV delle ragazze, ed in seguito dei Broncoviz (alternati anche dagli altri comici del programma); il Giuliano Ferrara e la Sora Lella interpretati da Antonello Fassari; L'Italia dovrebbe essergli grata!, frase finale ricorrente della rubrica Italia Bella - Il Geometra Messeri nel paese degli errori, pronunciata da Marco Messeri ed abbinata ad una vera e propria grata di metallo, tenuta con le mani davanti alla propria faccia dallo stesso attore livornese. Questi infatti rivestiva il ruolo di inviato in giro per la penisola a caccia delle opere pubbliche incompiute e dei monumenti più recenti, commissionati dalle amministrazioni locali, con costi notevoli nonché esiti artistici di dubbio gusto. Successivamente i casi documentati finiranno per essere raccolti in un libro intitolato Italia Bella, firmato a quattro mani con Fabio Di Iorio e pubblicato nel 1992 da Baldini & Castoldi. Vi era anche una parodia delle telenovelas latinoamericane ad opera dei comici Massimo Olcese e Adolfo Margiotta, che interpretavano Chiquito Y Paquito, dando vita a sketch surreali il cui tormentone era il Non mi fido di te, detto da Olcese a Margiotta, che lo guardava con l'occhio socchiuso e l'aria subdola.
Meritano menzione inoltre i sexy-balletti di Alba Parietti e le canzoncine di un'avidissima Cristina D'Avena (entrambe parodiate da Francesca Reggiani, che imitava pure Enrico Ghezzi, Katia Ricciarelli, Silvana Giacobini, Marta Flavi ed Enrica Bonaccorti), la Francesca Dellera, l'Edwige Fenech, la Marisa Laurito, l'Anna Oxa e la Sabrina Salerno di Cinzia Leone (personaggi presenti sin dai tempi de La TV delle ragazze) e le domande scabrose della sessuologa Moana Pozzi, interpretata da Sabina Guzzanti (che parodiava anche Rita Levi Montalcini e Barbara Alberti), soprattutto a Pier Francesco Loche. Quest'ultimo, nella seconda e terza edizione, ricopriva il ruolo di uno pseudo giornalista (ricoperto invece nella prima edizione da Massimo Rinaldi con il personaggio di Pierfico Del Monte) che da dietro una scrivania introduceva le notizie non vere, ufficiose, ma di garantita freschezza del suo telegiornale, cantando Truffa truffa ambiguità, truffa truffa ambigui- falsità sul tema della sigla dell'epoca del TG2: ogni informazione veniva preceduta da frasi di preavviso come si dice, si mormora etc., a indicare l'ufficiosità di tali notizie, alla cui esposizione aggiungeva un mantra ironico, basato sulla reiterata citazione del nome Paolo Frajese, da lui ritenuto il proprio padre spirituale. In caso di aggiornamenti sulla Strage di Ustica, era solito inforcare degli occhiali da sole, accompagnando il gesto con la formula introduttiva Ussstica!, pronunciata portandosi il dito indice davanti a naso e labbra, nonché pronto ad alzarsi dalla sedia per guadagnare l'uscita dello studio; i fogli di carta, contenenti alcune informazioni troppo compromettenti, venivano direttamente stracciati dal comico sardo, prima ancora di essere letti. Nella seconda stagione del programma il personaggio di Loche sparisce per un periodo, arrestato dalla Guardia di Finanza. Verrà a sostituirlo per un po' di tempo il suo rozzo cugino Efisio (interpretato dallo stesso Loche).
Tra i personaggi della terza stagione di Avanzi meritano particolare menzione il Compagno Antonio, interpretato da Antonello Fassari, un comunista caduto in coma negli anni settanta e risvegliatosi nel 1993, profondamente avvilito perché del mondo che conosceva erano rimasti solamente i Pooh (gridava sempre: I Poooooooh!!!) e che per questo provava sempre a ricadere in coma, e la signorina Vaccaroni, interpretata da Cinzia Leone, una dipendente dell'Ufficio Imposte e Tributi, i cui tormentoni erano Lo sportello è aperto dalle 8 alle 8! o anche La festa è finita!, o anche che siamo al baratro! e che la lira italiana si era così svalutata che era battuta negli scambi persino dalla Pizza di fango del Camerun.
Tra le finte pubblicità meritano una menzione particolare lo spot del Caffè Rinko, parodia del Caffè Kimbo in cui Maurizio Crozza, Ugo Dighero e Mauro Pirovano, travestiti da poveri contadini neri al servizio di Padron Baudo (all'epoca testimonial di quella marca di caffè) intonano Caffè Rinko: tutto l'aroma della sfiga! e quello del marchio dolciario Antica segreteria del corso (parodia dell'Antica Gelateria del Corso), che, sotto forma di pubblicità di dolciumi e gelati confezionati, altro non era che una caustica parodia del PSI, all'epoca nell'occhio del ciclone per lo scandalo Tangentopoli, con lo slogan Antica segreteria del corso, le stesse mani in pasta dal 1892.

## Musica

### Ospiti musicali
In ogni puntata del programma era prevista una esibizione dal vivo di un artista o di un gruppo musicale: parteciparono quasi esclusivamente gruppi italiani emergenti o sconosciuti al grande pubblico, tra i quali molti artisti o gruppi della cosiddetta scena delle posse, allora di grande attualità. 
Nel 1991 infatti i Sud Sound System presentano T'à sciuta bona tratto dal 12 pollici Fuecu/T'a sciuta bona e si esibiscono anche l'anno dopo con una versione di T'à sciuta bona; sempre nello stesso anno si esibiscono gli Isola Posse All Stars, altro gruppo di spicco dell'epoca delle posse, che presentano il singolo Passaparola tratto dal 12 pollici omonimo; ulteriori ospiti di questa scena sono Papa Ricky, Nuovi Briganti, Pitura Freska, 99 Posse.
Alla prima puntata del programma partecipano i Santarita Sakkascia eseguendo Happy Gays, versione politicamente scorretta della saga di Happy Days. Nella seconda puntata della terza stagione del programma (27 novembre 1992) sono ospiti addirittura i Sonic Youth, storica band statunitense di rock alternativo, che suonano Youth against Fascism.

### Rokko e i suoi fratelli
Le canzoni che chiudono la trasmissione nella seconda e terza stagione, rispettivamente dal titolo Sopravvoliamo e Laico reggae, sono suonate e cantate dal gruppo Rokko e i suoi fratelli, ovvero Corrado Guzzanti, Antonello Fassari, Pier Francesco Loche e Stefano Masciarelli (con Sabina Guzzanti, Francesca Reggiani e Cinzia Leone come coriste).
Nel 1991 viene addirittura inciso un disco: il minialbum Avanzi esce per una sotto-etichetta della bolognese Century Vox, specializzata nella pubblicazione di singoli di hip hop e raggamuffin dell'emergente scena italiana delle cosiddette posse.
L'anno successivo il gruppo pubblica addirittura un album intero dal titolo Sopravvoliamo e poi un album dal vivo intitolato Live, suonato e cantato dagli Avanzi Sound Machine.

## Riconoscimenti
Nel 1992 Avanzi vinse il Telegatto come trasmissione rivelazione dell'anno.

## Le ragioni dell'aragosta
- Molti comici del programma appaiono nei panni di loro stessi, a distanza di quindici anni, nel film Le ragioni dell'aragosta di Sabina Guzzanti (2007).[12]